# ドッグ・ソルジャー (2002年の映画)
『ドッグ・ソルジャー』（原題：Dog Soldiers）は、2002年のイギリス映画。ニール・マーシャル監督のデビュー作である。

## ストーリー
舞台は人狼伝説の伝わるスコットランドの森の中。　6名からなるウェルズ軍曹の陸軍小隊が演習を行っていた。　その最中救助を求める信号弾が上がり、部隊がかけつけると、別に野営していたライアン隊長率いる特殊部隊が、何者かに襲撃され、ライアン隊長が胸に重傷を負って倒れているのを発見する。　
手当てする間もなく、不気味な遠吠えが聞こえ、木々に視界を遮られた中で、化け物の群れにとり囲まれ、襲撃を受けてしまう。　ウェルズ軍曹も腹に重傷を負い、部隊はパニックに陥り、壊滅しそうになるが、とおりかかった、動物学者のメーガンの車に救われ、ウェルズ軍曹、ライアン隊長、クーパーほか3名だけが救われる。　一刻もはやく治療できる施設が必要な事態だったが、夕暮れの山中に見つかったのは、寂れた農家の一軒家しかなかった。
家の中は料理があったが人影はなく、犬が一匹残されているだけだった。　怪しい気配に取り囲まれて、連絡手段もない農家に夜がおとずれる。　突然にドアが破壊され、伝説通りの姿をした人狼が登場する。　撃っても効果のない人狼に狼狽した部隊は再び壊滅しそうになるが、クーパーは機敏に指揮をとり、とりあえず人狼の撃退に成功する。
しかし人狼に襲われた者もまた人狼になるという伝説が、疑心暗鬼となり、互いの信頼が蝕まれてゆく中、発電機が破壊されて、再び人狼に襲われてしまう。　闇の中でライアン大佐が自分の部隊任務が人狼の生け捕りであり、ウェルズの隊は囮に使われていたことを話し出す。　そしてライアンは変調をきたし、人狼に変身して森の中に逃亡してしまう。
銀のペーパーナイフに刺された人狼は不死の能力を失って殺されるというラストで物語が終わる。 翌朝クーパーが手にした新聞には、人狼出現のニュースと、生きて還れなかったジョーが見そこなったサッカーの試合結果が5対1でイングランドの勝利だった事を伝えていた。

## キャスト
| 役名                                       | 俳優                   | 日本語吹替 |
| ------------------------------------------ | ---------------------- | ---------- |
| ハリー・G・ウェルズ軍曹                    | ショーン・パートウィー | 星野充昭   |
| ローレンス・クーパー二等兵                 | ケヴィン・マクキッド   | 小山力也   |
| ミーガン                                   | エマ・クレズビー       | 浅井晴美   |
| リチャード・ライアン大尉                   | リアム・カニンガム     | 池田勝     |
| ブルース・キャンベル伍長                   | トーマス・ロックヤー   | 飯島肇     |
| フィル・ウイザースプーン二等兵（スプーン） | ダーレン・モーフィット | 望月健一   |
| ジョー・カークリィ二等兵                   | クリス・ロブソン       | 落合弘治   |
| テリー・ミルバーン二等兵                   | レスリー・シンプソン   | 佐藤晴男   |

<日本語版制作スタッフ>
プロデュース：東芝エンタテインメント、フルメディア
演出：岩田敦彦
翻訳：桜井文
調整：高義和
制作担当：幸田宜子
日本語版制作：ムービーテレビジョン

## スタッフ
監督・脚本・編集：ニール・マーシャル
製作：デヴィッド・E・アレン、クリストファー・フィッグ、トム・リーヴ
製作総指揮：ヴィク・ベイトマン、ハーモン・カスロー、ロメイン・シュローダー
撮影：サム・マッカーディ
美術：サイモン・ボウルズ
特殊メイク・視覚効果：ボブ・キーン
音楽：マーク・トーマス

## 映像ソフト
- ホラー・マニアックスシリーズ 第12期 第3弾『ドッグ・ソルジャー』-4Kレストア版-

第20回ブリュッセル国際ファンタスティック映画祭グランプリ作品。
英陸軍特殊部隊VS未確認肉食獣!生き残るのは誰だ!?
規格品番：BBXF-2135
発売日：2020年09月02日（首都圏は前日の2020年09月01日に発売）
発売元：株式会社ニューライン
販売元：株式会社ハピネット

## 受賞歴
- 2002年：第20回ブリュッセル国際ファンタスティック映画祭グランプリ受賞
- 2002年：ルクセンブルク国際映画祭 欧州ファンタスティック映画グランプリ受賞
- 2003年：SF・ファンタジー・ホラー映画芸術大賞 サターンアワード受賞